# 東京ディズニーシー レジェンド・オブ・ミシカ
『東京ディズニーシー レジェンド・オブ・ミシカ』(Tokyo DisneySea The Legend of Mythica)は、東京ディズニーシーにて2006年7月14日から開催されている『東京ディズニーシー5thアニバーサリー』の一環として行われているショー『レジェンド・オブ・ミシカ』の音源を収録したアルバムである。

## 解説
- 作曲はすべて、映画『バック・トゥ・ザ・フューチャー』のテーマ曲などを作曲したことで知られる有名な作曲家、アラン・シルヴェストリが担当している（テーマソングの"Feel The Love"のみグレン・バラードとの合作）。
- このCDの元になっているショーは「ミシカの伝説」という架空の伝説に基づいたストーリーであり、ショーにはその伝説に出てくる生き物（ヒュドラやフェニックスなど）が登場するが、本ショーのクリエイティブ・ディレクターであるスティーヴン・デイヴィソンはその伝説や生き物たちの壮大さなどを表現できる作曲家を探していた。そして見つかったのがアラン・シルベストリである。スティーヴンはアランにコンセプトを話すとアランは楽曲作りに同意。2006年の始めから楽曲づくりがスタートした。
- 東京ディズニーシーでのショーのラストには、『東京ディズニーシー5thアニバーサリー』のテーマソングであるMISIAの『Sea of Dreams 〜Tokyo DisneySea 5th Anniversary Theme Song〜』が流れるが、このCDには収録されていない。
- 歌詞カードの冒頭には、『レジェンド・オブ・ミシカ』のストーリーとスティーヴンのコメントが記載されている。

## 収録曲
1. レジェンド・オブ・ミシカ 第1章　The Legend Of Mythica Part1
  - プロローグ　Prologue
2. レジェンド・オブ・ミシカ 第2章　The Legend Of Mythica Part2
  - ミシカ・オープニング　Mythica Opening
  - バージ・ファンファーレ　Barge Fanfare
  - ザ・レジェンド・パート1　The Legend Part1
3. レジェンド・オブ・ミシカ 第3章　The Legend Of Mythica Part3
  - ザ・レジェンド・パート2　The Legend Part2
  - トゥ・ザ・ランド　To The Land (Feel The Love)
4. レジェンド・オブ・ミシカ 第4章　The Legend Of Mythica Part4
  - ランド・セレブレーション　Land Celebration
5. レジェンド・オブ・ミシカ 第5章　The Legend Of Mythica Part5
  - ゴッデシーズ　Goddesses
  - ファイナル　Final
6. レジェンド・オブ・ミシカ 第6章　The Legend Of Mythica Part6
  - フィール・ザ・ラブ　Feel The Love